# I (фильм)
I (там. ஐ) — индийский романтический триллер режиссёра Ш. Шанкара, снятый на тамильском языке и вышедший в прокат 14 января 2015 года. Главные роли исполнили Викрам и Эми Джексон. Сюжет рассказывает о бодибилдере, ставшем моделью, который был изуродован своими недоброжелателями и теперь мстит им за это.
Фильм заработал смешанные и положительные отзывы критиков, а также стал самым кассовым тамильским фильмом 2015 года после двуязычного «Бахубали: Начало». Картина также заработала четыре Filmfare Awards South.

## Сюжет
Фильм начинается с того, как «чудовище» похищает невесту и привозит её в заброшенный дом.
Далее следует флешбэк, в котором рассказывается история Лингесана. Он — бодибилдер, который хочет выиграть соревнования «Мистер Тамил-Наду» и поехать на конкурс «Мистер Индия». Ещё он без ума от Дии, модели из телевизионной рекламы. На соревнованиях его главный противник Рави вместе с другими участниками нападает на него в раздевалке, но Лингесану удается всех победить. Рави выбывает из конкурса и обещает сломать жизнь Лингесану, которому достаётся титул.
В настоящем «чудовище» пробирается в дом проигравшего бодибилдера, поджигает его с помощью горючего и тушит огонь через несколько минут, оставив обгоревшего человека ожидать скорую помощь.
Повествование возвращается в прошлое, где Лингесан попадает на студию, где снимается Дия. У девушки тем временем не всё идеально, её партнёр по съёмкам Джон излишне грубо и навязчиво проявляет к ней своё внимание. Когда она окончательно ему отказывает, он добивается её замены на другую модель. Тогда она решает предложить стать её партнёром Лингесану. Тот безумно рад такому предложению и ради Дии отказывается от поездки на конкурс «Мистер Индия». На первой фотосессии он знакомится со стилистом Осмой Джасмин, а также начинает перенимать у Дии приёмы позирования. Дия представляет его своему агенту как новую модель Ли и добивается, чтобы им заменили Джона в рекламе духов «I».
Однако на съёмках Ли слишком зажат из-за близости обожаемой им Дии. Режиссёр советует ей завязать с ним роман, иначе ей придётся самой пригласить Джона назад, и она решается на обман. После её «признания» съёмки начинают идти нормально. Но Осма, которой понравился Лингасан, раскрывает ему правду. Но после того, как он разочаровывается в Дии, девушка понимает, что тоже влюбилась в него. Покушение на Ли, когда его пытались облить кислотой, снова сближает их, и Осме остаётся кусать локти.
В настоящем Осма просыпается с телом, покрытым волосами. «Чудовище» объясняет ей, что подмешал в её средства по уходу за телом вещества, ускоряющие рост волос, и теперь она никогда не сможет от них избавиться.
В прошлом, реклама с Ли и Дией стала популярной и привела к росту продаж, после чего Ли заменил Джона во всех текущих проектах. Однако Лингесан отказывается делать рекламу прохладительных напитков, которые могут принести вред здоровью. Его отказ приносит компании-производителю большие убытки, и её хозяин Индра Кумар клянётся, что Ли за это заплатит.
В настоящем «чудовище» проникает в особняк владельца компании «I», и тот узнаёт в нём Ли. Он обливает своего врага сахарным сиропом, выпускает на него три тысячи пчёл, и те кусают его одновременно.
Ли и Дия объявляют о помолвке, а враги Ли: Джон, Осма и Индра Кумар — решают объединиться. Джон нанимает для их мести бодибилдера Рави. Вместе они привозят Ли на заброшенный склад, однако тот побеждает всех противников, но и сам теряет сознание.
Дия пытается убежать от своего пленителя, оглушив его, но находит при нём телефон Ли. Тогда она в очередной раз пытается добиться от него ответа на свои вопросы, используя цепь как удавку. И он впервые с ней заговаривает, отвечая, что убил Лингесана.
Свадьба Дии и Ли близилась, но у жениха обнаружились проблемы: начали выпадать волосы, а затем и зубы. Друг семьи доктор Васудеван, к которому обращается Ли, говорит ему, что это генетический сбой и лечения нет. За короткое время Лингесан изменяется до неузнаваемости, превратившись в «чудовище», так что Дия уже не узнаёт его при встрече. После этого Ли попытался покончить с собой, но его друг Бабу доставляет его в больницу. Тогда он решает инсценировать собственную смерть, чтобы Дия смогла жить дальше и не ждала его вечно. Её мать меж тем настаивает, чтобы девушка вышла замуж как можно скорее, но все найденные женихи отказываются. И мать предлагает стать мужем Дии доктору Васаудевану. В день свадьбы Ли узнаёт, что его состояние вызвано не генетикой, а вирусом. На свадебном приёме он встречает троих врагов и узнаёт, что у них был ещё один сообщник — доктор Васудеван, который давно был влюблён в Дию. В день похищения они ввели ему вирус и обрекли на долю, которая хуже, чем смерть. Ослабленный вирусом, он не может противостоять им силой и помешать свадьбе, тогда ему приходит в голову похитить невесту.
Дия понимает, что её похититель — это Лингесан. Затем Ли идёт разобраться с Васудеваном, но тот поджидает его у себя дома. Герою удаётся бежать, используя подручные средства и дрессированную собаку, которая кусает доктора. Бабу навещает врагов Ли в больнице, чтоб посыпать им соль на раны. Джон бросается за ним в погоню и сталкивается с поджидающим его Лингесаном. В ходе погони он сталкивает Джона на высоковольтные провода, где тот мгновенно теряет руку. В то же время у Васудевана начинают появляться наросты на коже, так же как ранее у Ли. Когда его состояние ухудшается, Бабу объясняет, что они подменили лекарство, которое он колол от бешенства после укуса собаки, на вирус ещё хуже, чем «I». Лингесан отпускает Дию, но та не хочет его бросать, и предлагает вместе уйти из этого мира.

## В ролях
- Викрам — Лингесан / Ли
- Эми Джексон — Дия
- Сантанам[англ.] — Бабу, владелец спортзала
- Суреш Гопи[англ.] — доктор Васудеван
- Упен Патель[англ.] — Джон, модель
- Рамкумар Ганесан[англ.] — Индра Кумар, бизнесмен
- Оджас Раджани (англ. Ojas Rajani) — Осма Джасмин, стилист
- М. Камарадж англ. M. Kamaraj) — Рави, бодибилдер
- Т. К. Кала[англ.] — мать Лингесана
- Мохан Капур[англ.] — Сушил, режиссёр
- Шринивасан[англ.] — Киртивасан, актёр
- Йоги Бабу[англ.] — фанат Киртивасана

## Производство
В интервью телеканала Sun TV вскоре после выхода «Робот» (2010) ведущий актер фильма Раджникант рассказал, что С. Шанкар в 1996 году, после выхода своего «Индийца», предложил ему три сюжетные линии, которые он мог бы рассмотреть для своего следующего фильма. Актёр был впечатлён двумя сценариями и согласился сниматься в фильмах, которые стали «Боссом Шиваджи» и «Роботом». Третий сценарий который показал ему режиссёр, рассказывал о бодибилдере, который превратился в горбуна по непонятным причинам. Раджникант отнесся к нему скептически и отказался. После релиза фильма Nanban (2012), Шанкар решил начать проект с Викрамом, который раньше не сотрудничал с режиссёром.
В работе над сценарием фильма Шанкар сотрудничал с сценаристами Сурешем и Балакришнаном. Композитор А. Р. Рахман был выбран для создания саундтрека и фоновой музыки, чтобы сотрудничать с Шанкаром в десятый раз. Было также подтверждено, что фильм будет снимать оператор П. Ч. Шрирам. Постановщик трюков Питер Хейн был вынужден отказаться от проекта из-за обязательств по отношению к фильму С. С. Раджамули «Баахубали». Компания VFX Rising Sun Pictures под руководством дизайнера визуальных эффектов В. Шриниваса Мохана была выбрана для работы над спецэффектами. В мае 2012 года Шанкар посетил Новую Зеландию и встретился с режиссёром Питером Джексоном и специалистами из компании Weta Workshop. Гэвин Мигель и Мэри Э. Фогт отвечали за дизайн костюмов. Изначально сообщалось, что фильм будет называться Thendral или Therdal, но позже было подтверждено, что проект будет называться I. По словам режиссёра, Azhagan и Anazhagam были альтернативными названиями, которые имели в виду, но, поскольку они уже использовались, он решил, что названием фильма будет из одной буквы. Поскольку «I» также означало красоту и объясняло характер главного героя, оно было окончательно определен как название фильма.
В апреле 2012 года на главную роль утвердили Викрама. Главную женскую роль прочили сыграть Приянке Чопре, затем Асин, Дипике Падуконе и Эвелин Шарма, последняя из которых отказалась из-за языкового барьера. На роль также претендовала Саманта Рут Прабху, которая затем отказалась из-за плотного графика и проблем с здоровьем. В итоге выбрали Эми Джексон, чей гонорар за фильм составил 7,5 крор. Сантанам был выбран на роль друга главного героя и владельца спортзала, на роль злодея был утверждён Упен Патель, который решил дебютировать в тамильской киноиндустрии, так как предыдущие его фильмы снятые в Болливуде проваливались. Также малаялам-язычный актёр Суреш Гопи утверждён на роль злодея-доктора. На роль представителя компании был утверждён Рамкумар Ганесан, сын популярного актёра Шиваджи Ганешана. Роль ещё одного антагониста должен был сыграть актёр Джива, но он не смог принять предложение из-за своих предыдущих обязательств. Популярный голливудский актёр Арнольд Шварценеггер должен был сняться в короткой сцене, где награждают главного героя, но вместо него выбрали Р. Сараткумара, который в прошлом был бодибилдером. Продюсер фильма сказал, что Шварценеггер будет лишь присутствовать на презентации саундтрека. Реальный бодибилдер и обладатель титула Мистер Азия 2014 Сайед Сиддик появился в боевых сценах.

## Саундтрек
Релиз саундтрека состоялся в Ченнаи, стадионе имени Джавахарлала Неру 15 сентября 2014 года, хотя планировался в Канаде. На мероприятии присутствовал Арнольд Шварценеггер, а также звезды местной величины Раджникант, каннада-язычный актёр и певец Пунит Раджкумар
Вся музыка написана А. Р. Рахманом.
| №                   | Название                         | Текст песни         | Исполнители                   | Длительность |
| ------------------- | -------------------------------- | ------------------- | ----------------------------- | ------------ |
| 1.                  | «Mersalaayitten»                 | Кабилан             | Анируд Равичандер, Нити Мохан | 5:04         |
| 2.                  | «Ennodu Nee Irundhaal»           | Кабилан             | Сид Шрирам, Сунита Саратхи    | 5:52         |
| 3.                  | «Ladio»                          | Мадхан Карки        | Никита Ганди                  | 4:42         |
| 4.                  | «Pookkalae Sattru Oyivedungal»   | Мадхан Карки        | Харичаран, Шрея Гхошал        | 5:08         |
| 5.                  | «Aila Aila»                      | Мадхан Карки        | Адитья Рао, Натали де Лусио   | 5:34         |
| 6.                  | «Ennodu Nee Irundhaal» (Reprise) | Кабилан             | Чинмайи, Сид Шрирам           | 4:12         |
| 7.                  | «Mersalaayiten» (Remix)          | Кабилан             | Анируд Равичандер, Нити Мохан | 3:20         |
| Общая длительность: | Общая длительность:              | Общая длительность: | Общая длительность:           | 33:56        |

## Критика
| Рейтинги                | Рейтинги                                                                           |
| Издание                 | Оценка                                                                             |
| ----------------------- | ---------------------------------------------------------------------------------- |
| Deccan Chronicle        | 2,5 из 5 звёзд · 2,5 из 5 звёзд · 2,5 из 5 звёзд · 2,5 из 5 звёзд · 2,5 из 5 звёзд |
| India Today             | 3 из 5 звёзд · 3 из 5 звёзд · 3 из 5 звёзд · 3 из 5 звёзд · 3 из 5 звёзд           |
| Hindustan Times         | 2 из 5 звёзд · 2 из 5 звёзд · 2 из 5 звёзд · 2 из 5 звёзд · 2 из 5 звёзд           |
| Daily News and Analysis | 3 из 5 звёзд · 3 из 5 звёзд · 3 из 5 звёзд · 3 из 5 звёзд · 3 из 5 звёзд           |
| NDTV                    | 2 из 5 звёзд · 2 из 5 звёзд · 2 из 5 звёзд · 2 из 5 звёзд · 2 из 5 звёзд           |
| Rediff.com              | 3,5 из 5 звёзд · 3,5 из 5 звёзд · 3,5 из 5 звёзд · 3,5 из 5 звёзд · 3,5 из 5 звёзд |
| Bollywood Hungama       | 2,5 из 5 звёзд · 2,5 из 5 звёзд · 2,5 из 5 звёзд · 2,5 из 5 звёзд · 2,5 из 5 звёзд |

Барадвадж Ранган из The Hindu озаглавил свою рецензию, как «Потрясающая игра Викрама была унижена скучным утомительным фильмом».
Суреш Кавираяни из Deccan Chronicle заметил, что «несмотря на то, что фильм хорош в техническом плане, его содержание лишь среднее».
Сухани Сингх из India Today написала, что «фильм начинается с большого количества перспектив, но постепенно оттягивает в сторону конец этого. В этом трехчасовом фильме вторая половина значительно растянута».
Дипанджана Пал из Firstpost назвала его «слишком длинным, слишком глупым и слишком регрессивным, чтобы развлекать».
Гаутам Бхаскаран из Hindustan Times счёл единственным ярким моментом фильма — «захватывающую игру Викрама, сначала как бодибилдера-деревенщины, а затем как изуродованного горбуна».
Брайан Дурхам из Daily News and Analysis описал его как «великолепно выглядящий фильм, но с низкопробным сюжетом и плохо очерченными персонажами».
С ним согласен Харичаран Пудипедди с сайта NDTV, сказавший, что визуальные эффекты не компенсируют слабого сценария.
С. Сарасвати из Rediff.com добавил, что «повествованию не хватает темпа, который мы обычно связываем с лентами Шанкара. Но он действительно рассказывает красивую сказку о любви, омраченной ревностью, жадностью и гневом».
В рецензии на сайте Bollywood Hungama говорится, что «в то время как Шанкару действительно удается удерживать интерес зрителей в первой половине фильма, благодаря его юмору, сюжет фильма во второй половине становится серьезным. К тому времени, фильм стоит на грани полной потери своей искры».

## Награды
| Награды                        | Награды                         | Награды                             | Награды   | Награды |
| Награда                        | Категория                       | Номинант                            | Результат | Ссылка  |
| ------------------------------ | ------------------------------- | ----------------------------------- | --------- | ------- |
| Edison Awards                  | Лучшие стихи к песне            | Мадхан Карки («Pookkale Sattru»)    | Победа    | [ 35 ]  |
| Filmfare Awards South (Тамили) | Лучшая мужская роль             | Викрам                              | Победа    | [ 36 ]  |
| Filmfare Awards South (Тамили) | Лучшая музыка                   | А. Р. Рахман                        | Победа    | [ 36 ]  |
| Filmfare Awards South (Тамили) | Лучшие стихи к песне            | Мадхан Карки («Pookkale Sattru»)    | Победа    | [ 36 ]  |
| Filmfare Awards South (Тамили) | Лучший мужской закадровый вокал | Сид Шрирам («Ennodu Nee Irundhaal») | Победа    | [ 36 ]  |
| SIIMA Awards (Тамили)          | Лучшая мужская роль             | Викрам                              | Победа    | [ 37 ]  |